# Biatlon
Biatlon je sportska disciplina nastala kao kombinacija skijaškog trčanja i streljaštva (pucanja iz puške).
Biatlon je vojna disciplina, korištena u 19. stoljeću kao alternativni trening norveške vojske. Disciplina je prvi put predstavljena na Zimskim olimpijskim igrama 1924. godine, ali olimpijski status je stekla 1960. godine, a za žene tek 1992. godine.
Glavna natjecanja su: Zimske olimpijske igre, Svjetsko prvenstvo u biatlonu i Svjetski kup u biatlonu.

## Osnovna pravila
Skije su minimalne dužine 4 cm kraće od visine natjecatelja i uz njih se za trčanje smiju koristiti samo štapovi.
Puške su malokalibarske 5,6 mm (standardizirano 1978. godine), mase oko 3,5 kg, s malim optičkim ciljnikom, te mogućnošću punjenja spremnicima od 5 metaka odozdo ili pojedinačno odozgo u zatvarač puške. 
Mete su kružnog oblika. Ima ih 5 (pet) i postavljene su vodoravno u nizu na udaljenosti od 50 metara i imaju svoj današnji prepoznatljivi mehanički sustav od 1980. godine koji omogućuje i natjecatelju i gledateljima izravnu vizualnu informaciju o svakom pojedinom ispaljenom pucnju.
Promjer meta iznosi 45 mm za ležeći položaj i 115 mm za stojeći položaj. 
Najstariji format natjecanja je individualni. Natjecatelji startaju u intervalima od 30 sekundi, dužina staze je 20 km za muškarce, 15 km za žene. Na utrci su 4 gađanja; dva gađanja u ležećem položaju i dva u stajaćem, naizmjenično. Svaki promašaj kažnjava se kaznenim sekundama, uobičajeno je 60 sekundi koje se dodaju natjecatelju na postignuto vrijeme.

## Zanimljivosti
- U Drugom svjetskom ratu mnogi Gorani sportaši zamijenili su sportske terene s puškom u ruci. Zahvaljujući njihovoj fizičkoj pripremljenosti u travnju 1942. godine osniva se skijaški vod II. odreda na čelu s poznatim skijašem Milanom Rustanbegom. (više na Hrvatske vojne skijaške postrojbe)[1]